# Ghostbusters: The Video Game
Ghostbusters: The Video Game (с англ. — «Охотники за привидениями: Видеоигра») — кросс-платформенная видеоигра в жанре экшен-адвенчуры, основанная на одноимённой франшизе. Существуют версии игры для Windows, PlayStation 3, Xbox 360 (разработаны компанией Terminal Reality) PlayStation 2, PlayStation Portable, Wii (Red Fly Studio) и Nintendo DS (Zen Studios). В Америке все версии игры выпустила компания Atari, а в Европе выпуском версий для всех разновидностей консолей PlayStation занималась Sony Computer Entertainment.

## Игровой процесс
Игра представляет собой шутер от третьего лица. Игрок исследует окружение каждого уровня в поисках паранормальных явлений и призраков, как в одиночку, так и вместе с другими Охотниками. Игрок может переключиться в вид от первого лица, надев очки и включив датчик. В этом режиме паранормальные объекты подсвечиваются, а датчик помогает направлять игроков к призракам или артефактам с привидениями. Игроки могут прицелиться и выстрелить протонным потоком, чтобы ослабить призраков, а затем переключиться на поток захвата, чтобы заманить их в специальную ловушку. Непрерывное использование протонного блока приводит к его перегреву, и игрок временно не сможет использовать оружие блока, пока не он не остудится. Поток захвата также можно использовать для толкания призраков и перемещения объектов в окружении. По ходу игры протонный ранец можно модернизировать, добавив в него дополнительные режимы стрельбы, такие как Shock Blast, Slime Blower и Meson Collider, каждый из которых имеет альтернативный режим стрельбы (Boson Dart, Stasis Stream, Slime Tether и Overload Pulse). Деньги для улучшений зарабатываются при захвате призраков, обнаружении проклятых артефактов и новых видов призраков. В игре также учитываются денежные разрушения, причинённые игроком. Вместо традиционного HUD, здоровье и состояние оружия игрока отображаются в виде счетчиков на задней стенке протонного блока. Здоровье игрока восстанавливается с течением времени. Кроме того, игрок может помочь оживить упавших членов команды. Если все Охотники, включая игрока, будут повержены, то игроку придётся перезапустить игру с последней контрольной точки.

## Сюжет
История разворачивается в городе Нью-Йорк в 1991 году, спустя два года после событий фильма «Охотники за приведениями 2». Игрок берёт на себя роль безымянного новобранца в команде Охотников за приведениями.
Импульс пси-энергии, исходящий от экспоната в Американском музее естественной истории, охватывает Нью-Йорк и усиливает сверхъестественную активность в городе. Импульс освобождает Слизера из его капсулы хранения, и Охотники преследуют его до отеля «Седжвик», где Слизер был впервые пойман. Они обнаруживают, что в отеле обитают десятки призраков и что Гозер, в форме зефирного человечка, вернулся и сеет хаос по всему городу. Под руководством Рэя новобранец уничтожает монстра, при этом Охотники замечают, что он преследовал эксперта по шумерскому языку, доктора Илиссу Селвин.
Очередное привидение в Нью-Йоркской публичной библиотеке заставляет команду вступить в противостояние с духом библиотекаря, доктора Элеоноры Твитти (с которым Охотники до этого столкнулись в первом фильме). Они узнают, что доктор Твитти была убита филологом Эдмундом Гувером (лидером гозерского культа, известным как Коллекционеры) из-за редкой книги «Гозерский кодекс». После поимки доктора Твитти открывается портал в загробное измерение, которое Охотники называют Миром призраков. Охотники за привидениями проходят через портал и сталкиваются с духами гозерианских культистов. Среди них — Гувер, переродившийся в шумерского полубога Азетлора Разрушителя, которого Охотники побеждают. Мандала, представляющая собой духовный лабиринт, проходит через весь город, с основными узлами, расположенными в библиотеке, музее, отеле и на реке Гудзон. Мандала питается от призраков, которые втягиваются в неё, увеличивая свою силу по мере прохождения через каждый узел, а затем поступает в ядро, чтобы питать форму Разрушителя. Энергия объединяет мир призраков со смертным миром, что может привести к катастрофе апокалиптического масштаба.
Мэр Джок Маллиган назначает заклятого врага команды, Уолтера Пека, ответственным за работу Охотников. Охотники очищают музей и отель и побеждают духов двух лидеров культа — Председателя и Ведьму-паука. В последнем узле на реке Гудзон команда обнаруживает островной особняк Иво Шандора, поднимающийся из воды, и узнает, что Илисса — потомок оккультиста. Именно присутствие Илиссы запустило Мандалу после того, как Пек рекомендовал её в качестве куратора выставки Гозера, что наводит Охотников на мысль, что дух Шандора овладел Пеком, чтобы воплотить свои планы в жизнь. Они также обнаруживают механизмы, построенные культистами, которые закачивают в туннели под городом эктоплазменную слизь разных цветов, включая розовую «слизь настроения», превращая муниципалитет в сверхъестественную горячую точку, которая позволила духу Виго Карпатского наделить себя силой. Охотники отключают насосы и уничтожают существо, производящее слизь, закрывают последний узел и запечатывают Мандалу, удерживая её накопленную энергию.
Вернувшись в штаб-квартиру, Охотники обнаруживают, что Илисса была похищена, а блок эктоконтейнера команды снова отключился, освободив их сверхъестественных пленников. Поскольку команда отключила Мандалу, культисты в отместку используют освободившихся призраков для получения альтернативной энергии для Разрушителя, а Илисса нужна им для проведения ритуала. Охотники пробиваются к центру мавзолея, появившегося в Центральном парке. Как и усадьба Шандора, мавзолей также является вратами между измерениями. Они обнаруживают, что Илисса и Пек были взяты в плен, а Шандор на самом деле овладел мэром Маллиганом, используя Пека в качестве пешки, чтобы помешать Охотникам. Увидев, что его бог дважды побеждён Охотниками за привидениями, Шандор решил узурпировать положение Гозера и разобраться с ними сам, став богоподобным после заключения пактов с пантеоном Гозера. Поскольку Шандор уже мертв, ему нужен живой кровный родственник (Илисса), чтобы его планы сработали. Охотники изгоняют Шандора из мэра, но попадают в Призрачный мир, где сражаются с сильнейшей формой Шандора, существом по имени Архитектор. Как и в случае с Гозером, Охотники скрещивают свои протонные потоки, что приводит к взрыву, уничтожающему Шандора. Они спасаются из разрушающегося мавзолея вместе с Илиссой, Пеком и мэром Маллиганом. Во время титров Охотники предлагают новобранцу возглавить ещё не открытый филиал Охотников в другом городе.

## Разработка
В создании игры принимали участие многие основные актёры из фильмов. Все, кто в фильме играл охотников за привидениями — Дэн Эйкройд, Гарольд Рамис, Билл Мюррей и Эрни Хадсон — сами озвучивали своих персонажей, а лица актёров были использованы для моделирования героев игры. Эйкройд и Рамис, авторы сценариев для фильмов, помогали редактировать диалоги в игре. Ghostbusters: The Video Game содержит саундтрек из первого фильма серии, а кроме того, разнообразные персонажи, места и объекты в игре являются копиями тех, что были показаны в фильмах. Создатель «Охотников» Дэн Эйкройд охарактеризовал игру как «практически третий фильм».

### Remastered
В октябре 2019 года, в честь десятилетия игры и тридцатипятилетия франшизы, на платформы PlayStation 4, Xbox One, Windows и Nintendo Switch вышла её улучшенная версия с подзаголовком Remastered, разработанная студией Saber Interactive. Ремастер основан на версии игры для Windows, PlayStation 3 и Xbox 360. Первоначально, в ремастер планировалось добавить кооперативный режим по сети, однако от этой задумки отказались из-за сложностей, связанных с исходным кодом игры.

## Отзывы
| Сводный рейтинг    | Сводный рейтинг                                                                          |
| Агрегатор          | Оценка                                                                                   |
| ------------------ | ---------------------------------------------------------------------------------------- |
| GameRankings       | - X360: 80,77 % - Wii: 76,52 % - PS3: 76,40 % - PC: 73,65 % - DS: 58,11 % - PS4: 70,20 % |
| Metacritic         | 79 %                                                                                     |
| Иноязычные издания |                                                                                          |
| Издание            | Оценка                                                                                   |
| GameSpot           | 7,5/10                                                                                   |
| IGN                | 8,0/10                                                                                   |

Ghostbusters: The Video Game получила положительные отзывы.